# Талк
Талкът е минерал с химическа формула Mg3Si4O10(OH)2. Цветът му варира от бледозелен до бял. Мазен е на пипане, по принцип се среща в люспест вид. Има висока киселиноустойчивост и топлоустойчивост. Намира широко приложение като пълнител в хартиената и каучуковата промишленост, парфюмерията, керамиката, като абразив и др. Най-големи производители на талк в света са Русия и Канада. В България талк се добива в Източните Родопи.
В таблицата за твърдост по Моос талкът има твърдост 1. От несмлян талк и желязобетон е направена статуята на Исус Христос в Рио Де Жанейро.